# Flo Rida
Tramar Lacel Dillard, mais conhecido como Flo Rida (pronúncia: flow ride-uh), é um rapper, cantor e compositor. Começou a aparecer na midia em 2006 e a associar-se com rappers locais como Rick Ross (com o que gravou o single "Birthday") e Trick Daddy. Em 2007, ficou famoso com a música "Low" (em parceria com T-Pain), que atingiu o primeiro lugar no Hot 100 da Billboard e bateu o recorde de downloads digitais no iTunes com cerca de 120.000 downloads. Seu álbum Mail on Sunday foi lançado em 18 de Março (segundo sua pagina no MySpace). Além de outras, contém as faixas "Low" (com T-Pain), "Birthday" (com Rick Ross) e "Elevator" (com Timbaland). Em 2012 Flo Rida lançou o álbum "Wild Ones" e desse álbum duas das músicas em destaque são "Wild Ones" com a cantora Sia e "Good Feeling";
Flo Rida- Musico

## Discografia

### Álbuns de Estúdio
- 2008: Mail on Sunday
- 2009: R.O.O.T.S.
- 2010: Only One Flo (Part 1)
- 2012: Wild Ones
- 2015 :My House (EP)

| Ano  | Canção                                    | Estados Unidos | Reino Unido | Canadá | Austrália | Nova Zelândia | Portugal | Brasil | Mundo | Álbum                 |
| ---- | ----------------------------------------- | -------------- | ----------- | ------ | --------- | ------------- | -------- | ------ | ----- | --------------------- |
| 2007 | "Low" (com T-Pain)                        | 1              | 2           | 1      | 1         | 1             | 39       | 1      | 3     | Mail on Sunday        |
| 2008 | "Elevator" (com Timbaland)                | 16             | 20          | 10     | 13        | 10            | 34       | -      | 28    | Mail on Sunday        |
| 2008 | "In the Ayer" (com will.i.am)             | 9              | 29          | 13     | 19        | 9             | -        | -      | 21    | Mail on Sunday        |
| 2009 | "Right Round" (com Kesha)                 | 1              | 1           | 1      | 1         | 2             | –        | 5      | 1     | R.O.O.T.S.            |
| 2009 | "Shone" (com Pleasure P)                  | 57             | –           | –      | –         | –             | –        | -      | –     | R.O.O.T.S.            |
| 2009 | "Sugar" (com Wynter Gordon)               | 5              | 19          | 8      | 30        | –             | –        | -      | 10    | R.O.O.T.S.            |
| 2009 | "Jump" (com Nelly Furtado)                | 54             | 21          | 32     | 18        | 33            | –        | –      | -     | R.O.O.T.S.            |
| 2009 | "Be on You" (com Ne-Yo)                   | 54             | 51          | 61     | -         | -             | –        | 83     | -     | R.O.O.T.S.            |
| 2010 | "Club Can't Handle Me" (com David Guetta) | 9              | 1           | 4      | 3         | 3             | 1        | 2      | 4     | Only One Flo (Part 1) |
| 2010 | "Turn Around (5, 4, 3, 2, 1)"             | 98             | 41          | 46     | 12        | 33            | -        | -      | -     | Only One Flo (Part 1) |
| 2011 | "Who Dat Girl" (com Akon)                 | 29             | 64          | 16     | 10        | -             | -        | -      | -     | Only One Flo (Part 1) |
| 2011 | "Good Feeling"                            | 3              | 1           | 2      | 4         | 5             | 15       | 20     | 1     | Wild Ones             |
| 2012 | "Wild Ones" (com Sia)                     | 7              | 1           | 6      | 1         | 1             | 8        | 5      | 3     | Wild Ones             |
| 2012 | "Whistle"                                 | 1              | 2           | 1      | 1         | 1             | 14       | 1      | 1     | Wild Ones             |
| 2012 | "I Cry"                                   | 6              | 3           | 9      | 3         | 4             | 7        | 47     | 8     | Wild Ones             |
| 2012 | "Let It Roll"                             | -              | 17          | 23     | 7         | 18            | -        | -      | -     | Wild Ones             |
| 2013 | "Sweet Spot" (com Jennifer Lopez)"        | -              | -           | -      | 25        | -             | -        | -      | -     | Wild Ones             |

## Participações
- 2007: "Street Money" (Rick Ross featuring. Flo Rida)
- 2007: "Bitch I'm From Dade County" (DJ Khaled featuring. Trick Daddy, Rick Ross, Trina, Dre, Flo Rida, Brisco & C-Ride)
- 2007: "Speedin" ("We the Best" Remix)" (Rick Ross featuring. DJ Khaled, R. Kelly, Busta Rhymes, Torch & Gun Play, Gorilla Zoe, Lil Wayne, Birdman, Plies, Fat Joe, DJ Drama, DJ Bigga Rankin, Webbie, Flo Rida & Brisco)
- 2008: "Starstruck" (Lady Gaga featuring. Flo Rida & Space Cowboy)
- 2009: "Dance With Me" (Aaron Carter featuring. Flo Rida)
- 2009: "Bad Boys" (Alexandra Burke featuring. Flo Rida)
- 2010: "iYiYi" (Cody Simpson featuring. Flo Rida)
- 2010: "Higher" (The Saturdays featuring. Flo Rida)
- 2011: "Where Them Girls At" (David Guetta featuring. Nicki Minaj & Flo Rida)
- 2011: "Hangover" (Taio Cruz featuring. Flo Rida)
- 2012: "Take Over" (Mizz Nina featuring. Flo Rida)
- 2012: "My Dilemma 2.0" (Selena Gomez & The Scene featuring. Flo Rida)
- 2012: "Goin 'In" (Jennifer Lopez featuring. Flo Rida)
- 2012: "Troublemaker" (Olly Murs featuring. Flo Rida)
- 2012: "Say You're Just A Friend" (Austin Mahone featuring. Flo Rida)
- 2013: "Baile em Miami" (Buchecha featuring. Flo Rida)
- 2014: "Maluquinha" (Naldo Benny featuring. Flo Rida)
- 2021: Adrenalina (Senhit featuring Flo Rida)

## No Brasil
Flo Rida passou pelo Brasil 4 vezes. A primeira, em novembro de 2010, foi para gravar o  videoclipe para a música Turn Around (5, 4, 3, 2, 1) na cidade do Rio de Janeiro. A segunda foi para única apresentação na mesma cidade, em Maio de 2011. A terceira em  Agosto de 2011 para uma série de mais 9 shows pelo país, em estados como Ceará, Maranhão,  Piauí, Santa Catarina, Rio Grande do Sul, São Paulo e Rio de Janeiro.[carece de fontes?] A quarta em outubro  de 2012 foi em passagem da turnê "Wild Ones", passando por três cidades - Belo Horizonte,  Manaus e em São Paulo como uma das atrações principais do festival Spirit of London.